# Фрідріх Кох
Фрідріх «Фріц» Кох (нім. Friedrich "Fritz" Koch; 15 січня 1879, Дюссельдорф — 3 листопада 1961, Бонн) — німецький воєначальник, группенфюрер СС і генерал піхоти вермахту. Кавалер Лицарського хреста Залізного хреста.

## Біографія
20 вересня 1897 року вступив в піхоту. 22 березня 1912 року відряджений у Великий Генштаб. Учасник Першої світової війни, офіцер Генштабу. Після демобілізації армії залишений в рейхсвері. З 1 жовтня 1924 року — начальник оперативного відділу Військового управління Військового міністерства. З 1 лютого 1927 року — комендант військового полігону «Гаммерштайн». З 1 січня 1930 року — комендант Нойштеттена, з 1 липня 1930 року — фортеці Кенігсберг. 1 листопада 1931 року вийшов у відставку.
З березня 1932 року — національний директор Імперського кураторіуму у справах молоді в Рейнланді і Вестфалії. З 1932 року — член Сталевого шолому. 15 травня 1934 року перейшов у СА. З 16 травня 1934 року — керівник Імперського військового союзу на Рейні, а також групи «Захід». 20 квітня 1937 року вступив в СС (посвідчення №279 971), 1 травня — в НСДАП (квиток №№4 616 213).
26 серпня 1939 року переданий в розпорядження вермахту і призначений командиром 254-ї піхотної дивізії. З 1 травня 1940 року — командир 44-го армійського корпусу. Учасник Французької кампанії і Німецько-радянської війни. Бився в районі Бродів, Умані, Києва, на Сіверському Донці, Доні і Кавказькому напрямку. 11 листопада 1941 року відправлений в резерв фюрера. 31 травня 1942 року звільнений у відставку.

## Звання
- Фенріх (24 травня 1898)
- Лейтенант (27 січня 1899)
- Оберлейтенант (19 серпня 1909)
- Гауптман (1 жовтня 1913)
- Майор (22 березня 1919)
- Оберстлейтенант (15 листопада 1922)
- Оберст (1 травня 1927)
- Генерал-майор (1 лютого 1931)
- Генерал-лейтенант запасу (1 листопада 1931)
- Манн СС (20 квітня 1937)
- Штандартенфюрер СС (20 квітня 1937)
- Оберфюрер СС (12 вересня 1937)
- Генерал-лейтенант до розпорядження (1 травня 1940)
- Генерал піхоти до розпорядження (1 грудня 1940)
- Бригадефюрер СС (9 листопада 1942)
- Группенфюрер СС (30 січня 1943)

## Нагороди
- Орден дому Ліппе, почесний хрест 4-го класу
- Залізний хрест 2-го і 1-го класу
- Ганзейський Хрест (Гамбург і Бремен)
- Хрест «За військові заслуги» (Брауншвейг) 2-го класу
- Королівський орден дому Гогенцоллернів, лицарський хрест з мечами (18 серпня 1917)
- Хрест «За вислугу років» (Пруссія)
- Почесний хрест ветерана війни з мечами
- Цивільний знак СС
- Йольський свічник
- Почесна шпага рейхсфюрера СС
- Кільце «Мертва голова»
- Застібка до Залізного хреста 2-го і 1-го класу (липень 1940)
- Лицарський хрест Залізного хреста (13 жовтня 1941)